# 介观体系
介观体系（mesoscopic system）是介于微观体系与宏观体系之间的体系。
介观体系中物质粒子大小约在1nm~1μm之间。纳米粒子、胶团、微乳液、囊泡等都属于介观体系。
介观体系中大的粒子可用光学显微镜观测，小的粒子需用电子显微镜观测。